# Santa Chiara (Moroni)
La Santa Chiara è un dipinto datato 1548,  realizzato ad olio su tela e conservato presso il Museo Diocesano Tridentino. L'autore è Giovan Battista Moroni, il più famoso pittore bergamasco del XVI secolo. 
Gli esordi dell'artista a Trento avvennero come pittore indipendente dopo un suo praticantato, avvenuto negli anni '30 del XVI secolo, a Brescia presso la bottega del Moretto. Le date di realizzazione di opere per la committenza trentina da parte di Moroni coincidono con quelle di apertura e chiusura del Concilio Tridentino, un momento in cui la piccola capitale del principato vescovile acquistò notorietà internazionale, ottimale per la crescita di artisti esordienti.

## Descrizione
La pala presenta la figura monumentale di Santa Chiara che, ammantata in un saio grigio, decorato con delle righe nere, in piedi e scalza si appoggia ad un'alta balaustra di marmo mischio. La santa tiene nella mano sinistra un giglio, simbolo di purezza, mentre nella destra regge un prezioso ostensorio dorato, raffigurato con la dovizia di particolari tipica della pittura fiamminga. L'ostensorio allude all'episodio prodigioso della fuga dei Saraceni che avevano assediato Assisi. La storia narra che i Saraceni erano giunti a minacciare il rifugio delle suore, per questo motivo Santa Chiara, pur essendo inferma, si fece portare all'ingresso del monastero, portò con sé il Santissimo Sacramento e gli assalitori - alla visione del pane eucaristico - furono costretti alla ritirata. Questo assalto alla città viene rappresentato nell'opera in lontananza sullo sfondo a destra. Vediamo infatti un paesaggio animato da un cielo percorso da nubi, chiuso all'orizzonte da un profilo di montagne incombenti sopra una città, una città in lontananza in cui è forse riconoscibile una veduta di Trento e in cui si svolge l'assalto. Non si esclude che la vicenda rappresentata può essere letta come un richiamo ai travagliati e problematici rapporti politico-militari dell'Europa cattolica con l'Impero ottomano nel XVI secolo. 
La santa mostra il prezioso ostensorio e sembra invitare ad un intenso atto di adorazione verso il Santissimo Sacramento. L'accento posto su questo particolare può essere messo in rapporto con il dibattito in contrapposizione al Protestantesimo che caratterizzò i lavori del Concilio di Trento (1545 - 1563). Inoltre anche la balaustra potrebbe simboleggiare la solidità della dottrina cattolica in relazione al sacramento eucaristico. 
L'opera presenta delle iscrizioni: la data è riportata sulla pietra "MD/XLVIII", mentre in basso appare la scritta, forse più recente o ripassata, "Santa Clara".

## Stile
L'opera è caratterizzata da un gioco di dense gamme fredde e smorzate, messe in luce da un restauro che, eliminando la ridipintura, ha anche evidenziato una delicata stesura. Il colore è molto sobrio e si limita alle sfumature dei colori griglio, verde, azzurro e nero. Il restauro ha inoltre evidenziato passaggi scarsamente plastici sia sulla tonaca e il mantello, solo lievemente intaccato dalle ombre, sia sugli incarnati.
Lo schema compositivo è chiaro, arcaizzante e austero e fa di quest'opera una sorta di manifesto della pittura della Controriforma, in linea con il nuovo sentimento religioso sobrio e profondo che si stava diffondendo all'epoca. 

## Storia
La pala di Santa Chiara fu realizzata per la chiesa di Santa Chiara (già di San Michele), annessa al convento delle clarisse. Fu spostata poi nel convento francescano di San Bernardino nel 1879, fu acquistata da Giovan Battista Zanella e, nel secolo scorso, pervenne alla chiesa di Santa Maria Maggiore dove fu collocata a sinistra della cantoria. Nel 1965 l'opera passò nei depositi del Museo Diocesano Tridentino dove rimase fino al 1979, anno in cui venne inserita all'interno del percorso espositivo permanente.
Assieme all'Annunciazione, datata 1548 e conservata al Castello del Buonconsiglio, e alla pala Madonna con Gesù Bambino in gloria, i quattro dottori della chiesa e san Giovanni evangelista, datata 1551 - 1552 e conservata nella chiesa di Santa Maria Maggiore, la Santa Chiara costituisce una delle prime prove autonome del pittore bergamasco e uno dei primi esempi importanti della pittura religiosa del Moroni. Questa pittura opera sulla linea della tradizione devozionale lombarda e al contempo sembra sensibile alle aspirazioni verso una religiosità sobria e profonda, caratteristica del clima di riforma cattolica in atto in concomitanza con il Concilio Tridentino. Queste opere sono anche le poche opere conservate ancora in loco all'interno della produzione del pittore lombardo realizzate per i committenti trentini.